# Pieve di San Pietro a Cintoia
La pieve di San Pietro a Cintoia si trova a Cintoia, nel comune di Greve in Chianti, in provincia di Firenze.

## Storia
La chiesa è ricordata già nell'anno 724 all'epoca del vescovo fiorentino Specioso. In seguito appare menzionata nel 989 in una pergamena della Badia a Passignano.

## Descrizione
La chiesa conserva l'originale impianto romanico, ad eccezione della parte iniziale modificata in seguito ad un crollo. Nonostante le notevoli dimensioni, ha un impianto ad unica ampia navata conclusa da un'abside semicircolare e coperta con capriate a vista.

### Esterno
Originariamente era maggiormente sviluppata in lunghezza in quanto l'antica facciata romanica era allineata alla torre campanaria, posta sul lato destro e della quale oggi rimangono i resti della parte basamentale. Anche la zona della tribuna venne modificata e tali interventi sono chiaramente leggibili nella parte superiore dell'abside dove manca totalmente il paramento murario in filaretto d'alberese che caratterizza il resto dell'edificio.

### Interno
L'interno è stato completamente trasformato nel XVIII secolo in stile barocco cancellando ogni traccia della primitiva costruzione romancia. All'inizio del presbiterio si trova un arco trionfale.
A questa chiesa apparteneva un monolitico fonte battesimale a immersione in pietra serena del XII secolo di forma ottagonale che, rubato negli anni sessanta, fu poi recuperato e destinato alla Pieve di San Pancrazio di Castelnuovo dei Sabbioni, vicino a Cavriglia.
La chiesa di San Pietro a Cintoia custodiva anche una pala robbiana, Tabernacolo eucaristico tra i santi Pietro e Paolo opera di Santi Buglioni. Questa pala fu poi trasferita nella chiesa de La Panca: essa presenta nella predella gli stemmi Altoviti, che avevano il patronato su questa chiesa infatti l'arme degli Altoviti compare anche, con data 1688, su tutti gli altari in pietra serena di questa chiesa mentre la tradizione popolare voleva che essa provenisse dalla chiesa di Santa Margherita a Sugame. I Santi Pietro e Paolo sono rappresentati in adorazione dell'eucaristia custodita nel ciborio, che presenta al centro un occhio per contenere l'Ostia e un'apertura in basso per il Santissimo Sacramento. Sulla pala è rappresentato Cristo in pietà, La consegna delle chiavi a San Pietro e la Conversione di San Paolo sulla via di Damasco. La cornice ha decorazioni a candelabri sui lati, l'architrave è decorata, i due capitelli hanno teste di cherubini con cornucopie.

## Piviere di San Pietro a Cintoia nel XIII secolo
- Canonica di Santa Maria a Pitignano;
- chiesa di San Donato a Mugnana;
- chiesa di Santa Maria a Cintoia;
- chiesa di San Michele a Dudda;
- chiesa di San Martino a Sezzate;
- chiesa di Santa Lucia a Barbiano;
- chiesa di Santo Stefano a Collegalli;
- chiesa di San Cristofano a Lucolena (soppressa);
- chiesa di San Lorenzo al Frassino (perduta);
- chiesa Santa Margherita al Sugame (diruta);
- chiesa di Sant'Andrea a Lignano (soppressa).

Alla pieve di S. Pietro a Cintoia nel 1787 fu aggiunta la parrocchia eretta nella badia di San Cassiano a Monte Scalari.